# Castro de Filabres
Castro de Filabres est une commune de la province d'Almería, Andalousie, en Espagne.

## Géographie

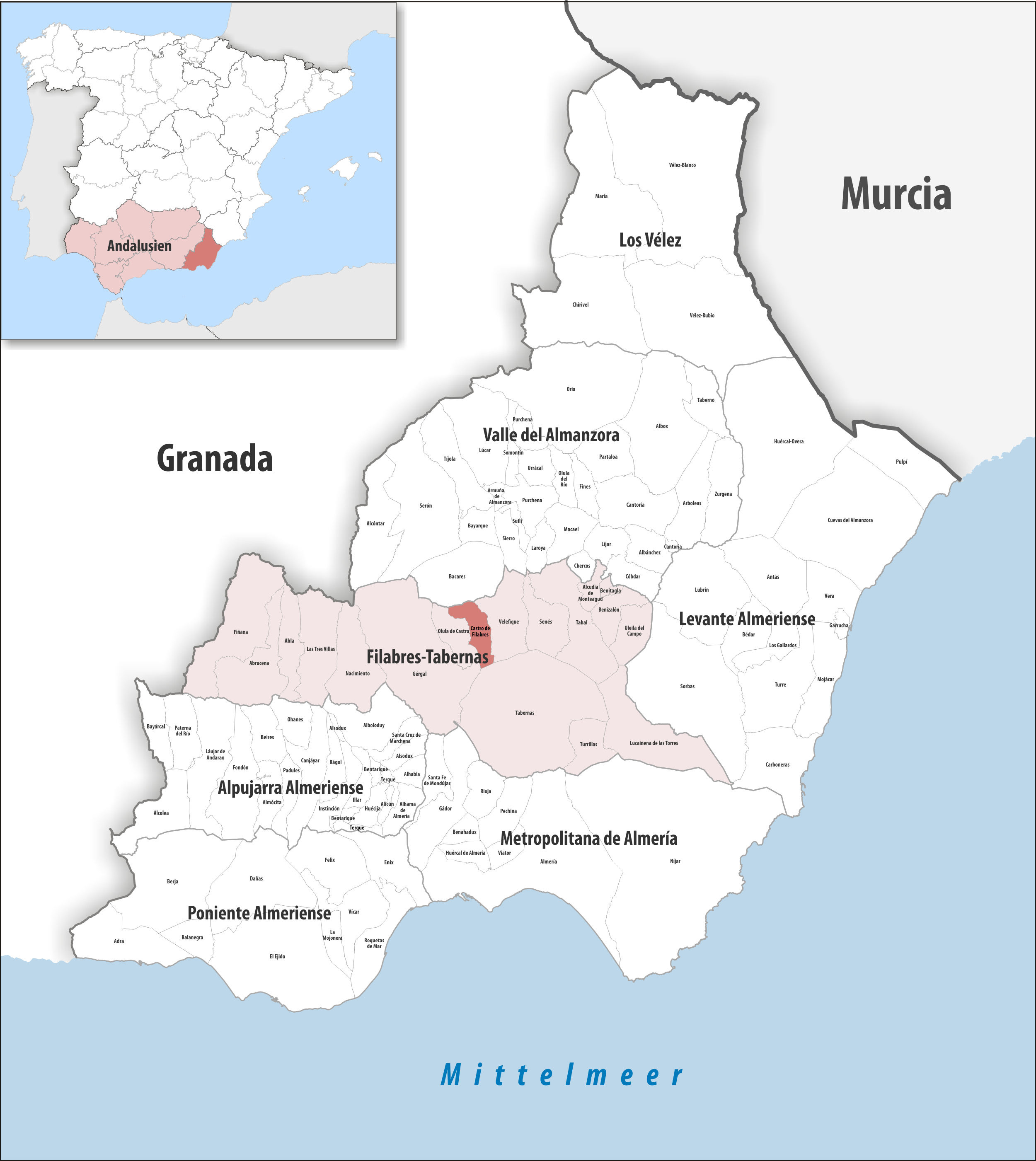
Castro de Filabres dans la comarque Filabres-Tabernas, province d'Almería / en Andalousie

### Localisation
La commune de Castro de Filabres se trouve dans le sud-est de l'Espagne, vers le centre-ouest de la province d'Almería et vers le centre-nord de la comarque Filabres-Tabernas.
Almería est à 48 km sud ;
Madrid à 527 km nord-nord-ouest ;
Gibraltar à 389 km ouest-sud-ouest (distances par route).

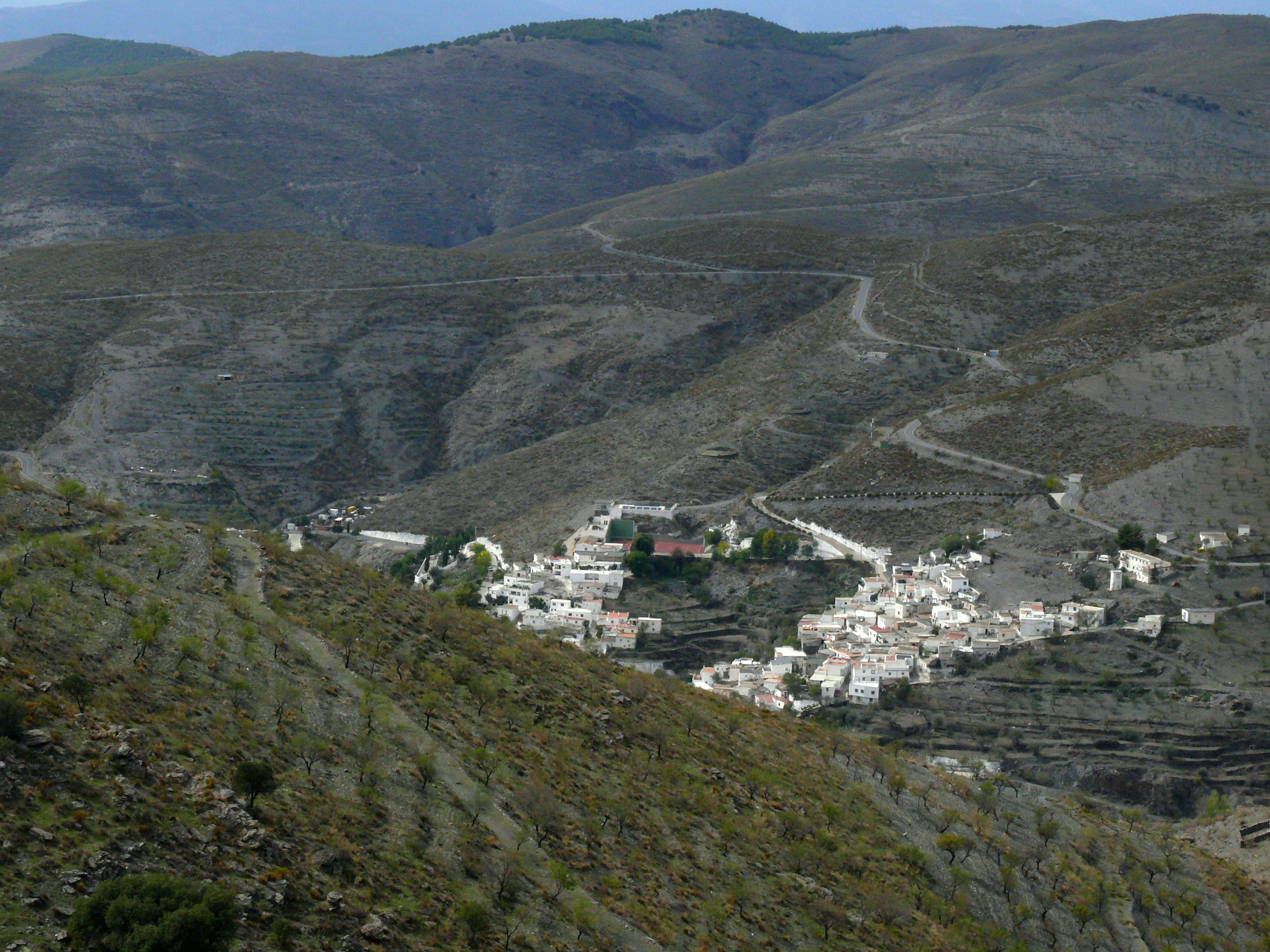
Les environs du village

## Histoire

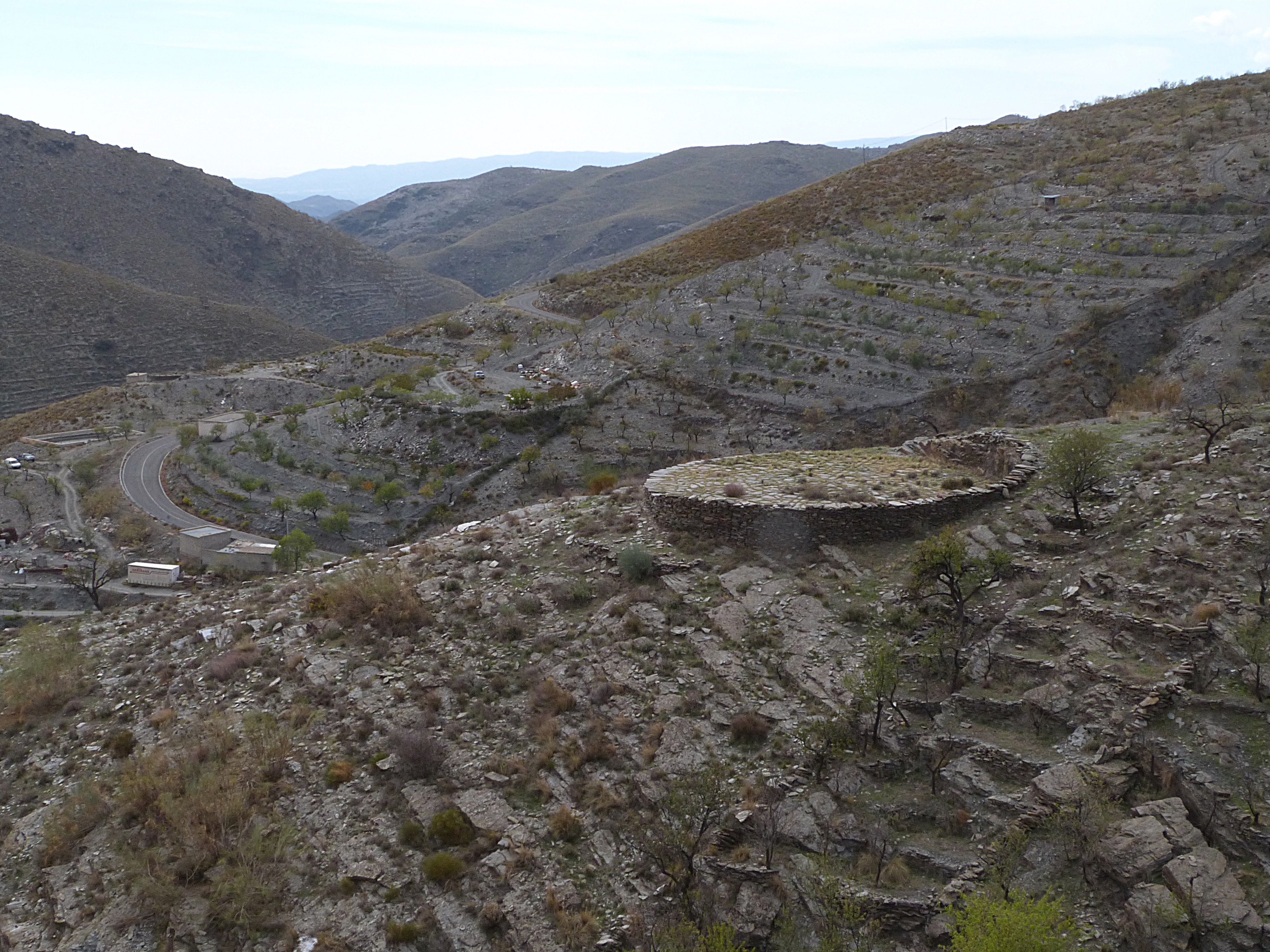
Terrasses et aire de battage abandonnées

## Administration
| Période                                  | Période | Identité | Étiquette | Qualité |
| ---------------------------------------- | ------- | -------- | --------- | ------- |
| N/A                                      | N/A     | N/A      | N/A       | Maire   |
| Les données manquantes sont à compléter. |         |          |           |         |

## Économie
Vin de pays Desierto de Almería
Elle fait partie de la zone couverte par l'appellation « vin de pays » (es) (Vino de la Tierra) Desierto de Almería (es),
une indication géographique réglementée en 2003. 14 communes en font partie, toutes dans la province d'Almería : 
Alcudia de Monteagud, 
Benitagla,
Benizalón, 
Castro de Filabres, 
Lubrín, 
Lucainena de las Torres, 
Olula de Castro, 
Senés, 
Sorbas, 
Tabernas, 
Tahal, 
Turrillas, 
Uleila del Campo,
Velefique.